# Wyeomyia abebela
Wyeomyia abebela är en tvåvingeart som beskrevs av Dyar och Frederick Knab 1908. Wyeomyia abebela ingår i släktet Wyeomyia och familjen stickmyggor. Inga underarter finns listade i Catalogue of Life.